# Rio Ivaí
O rio Ivaí é um curso de água que banha o estado do Paraná, Brasil.
O rio Ivaí nasce no município de Prudentópolis, na região centro-sul do estado do Paraná, através da confluência das águas do rio dos Patos com o rio São João. Após percorrer vários municípios do estado do Paraná, o rio Ivaí desagua em um braço do rio Paraná. O povoado de Pontal do Tigre no município de Icaraíma é situado na margem sul da foz do Ivaí, e o município de Querência do Norte na margem norte.
O rio Ivaí é um dos grandes rios paranaenses e sua principal característica é a cor da suas águas que na maior parte do ano é marrom ou vermelha. A confluência de suas águas com as do rio Paraná exibe o fenômeno de instabilidade hidrodinâmica com formação de vórtices semelhantes aos observados na junção dos rios Negro e Solimões, na formação do rio Amazonas, popularmente conhecido como o encontro das águas.